# Parachondrostoma arrigonis
A Parachondrostoma arrigonis a sugarasúszójú halak (Actinopterygii) osztályának pontyalakúak (Cypriniformes) rendjébe, ezen belül a pontyfélék (Cyprinidae) családjába tartozó faj.

## Rendszertani eltérés
Ezt a halfajt korábban a francia paduc (Parachondrostoma toxostoma) alfajának vélték. Azonban újabban önálló fajnak tekintik.

## Előfordulása
A Parachondrostoma arrigonis Közép-Spanyolországban a Rio Jucar és ennek mellékfolyóiban található meg.

## Megjelenése
Karcsúbb testével, nagyobb pikkelyeivel és kisebb termetével különbözik a törzsalaktól. A hal testhossza legfeljebb 25 centiméter. 46-52 pikkelye van az oldalvonala mentén.

## Szaporodása
A kavicsos folyómeder közelében ívik.